# Kościół Przemienienia Pańskiego w Sońsku
Kościół Przemienienia Pańskiego w Sońsku – kościół rzymskokatolicki w diecezji płockiej.

## Historia
Kościół w Sońsku został zbudowany staraniem ks. proboszcza Franciszka Chełmińskiego, w latach 1904–1905 w stylu neogotyckim, z cegły, na fundamencie z kamienia polnego. Konsekrował go Antoni Julian Nowowiejski – biskup płocki dnia 2 czerwca 1910 roku. Z początku XX w. pochodzi neogotyckie wyposażenie wnętrza i ogrodzenie cmentarza kościelnego. Polichromią przyozdobił kościół Władysław Drapiewski w latach 1931–1932. Częściowo uszkodzony w 1944, po wojnie został odbudowany, polichromia uzupełniona, zabrane w czasie okupacji dzwony zostały zastąpione nowymi. Chodnik wokół kościoła położono w roku 1966, kute z żelaza żyrandole ufundowano w 1969, ołtarz soborowy – w roku 1970, stacje Drogi krzyżowej – w roku 1973.